# Якоб, Фридрих
Фридрих Г. Якоб (нем. Friedrich G. Jacob, 1870, Страсбург — ?) — немецкий шахматист, мастер, участник ряда крупных международных соревнований, в том числе конгрессов Германского шахматного союза.
Родился в Страсбурге (Эльзас после Франко-Прусской войны был территорией Германии). Спортивная карьера Якоба продолжалась 10 лет. Сведения о жизни шахматиста после 1910 года отсутствуют.
В ряде источников (включая базы партий) его партии ошибочно приписывают немецкому шахматисту Францу Якобу, представлявшему Саар в зональном турнире 1954 г.

## Спортивные результаты
| Год  | Город       | Соревнование                               | + | −  | = | Результат | Место |
| ---- | ----------- | ------------------------------------------ | - | -- | - | --------- | ----- |
| 1900 | Мюнхен      | 12-й конгресс Германского шахматного союза | 1 | 13 | 1 | 1½ из 15  | 16    |
| 1907 | Остенде     | Международный турнир                       | 6 | 17 | 5 | 8½ из 28  | 27—28 |
| 1908 | Дюссельдорф | 16-й конгресс Германского шахматного союза | 2 | 4  | 9 | 6½ из 15  | 9—12  |
| 1910 | Гамбург     | 17-й конгресс Германского шахматного союза | 0 | 3  | 2 | 1 из 5    | [ 6 ] |